# Conrad cel Roșu

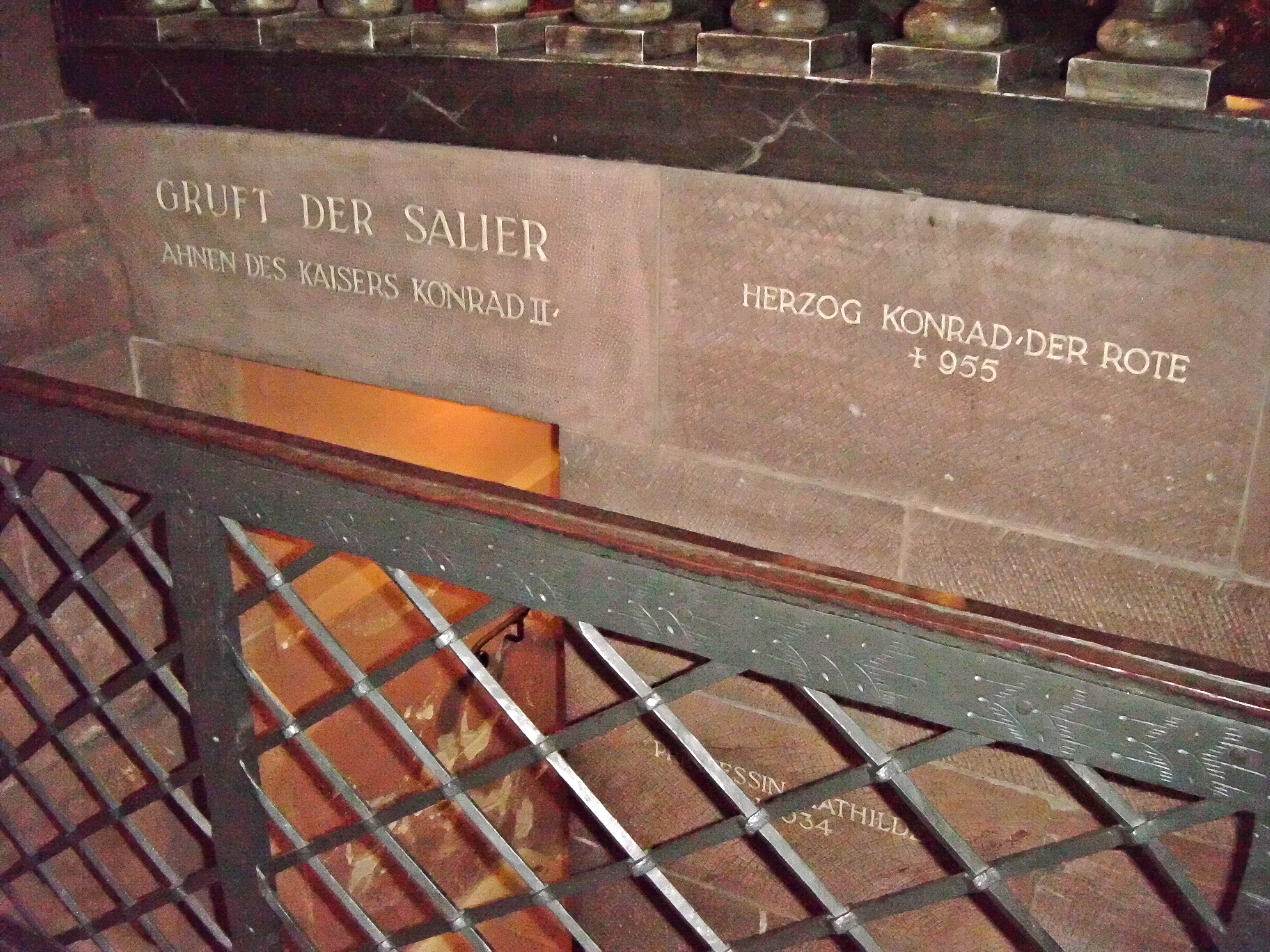
Mormânt în Catedrala din Worms

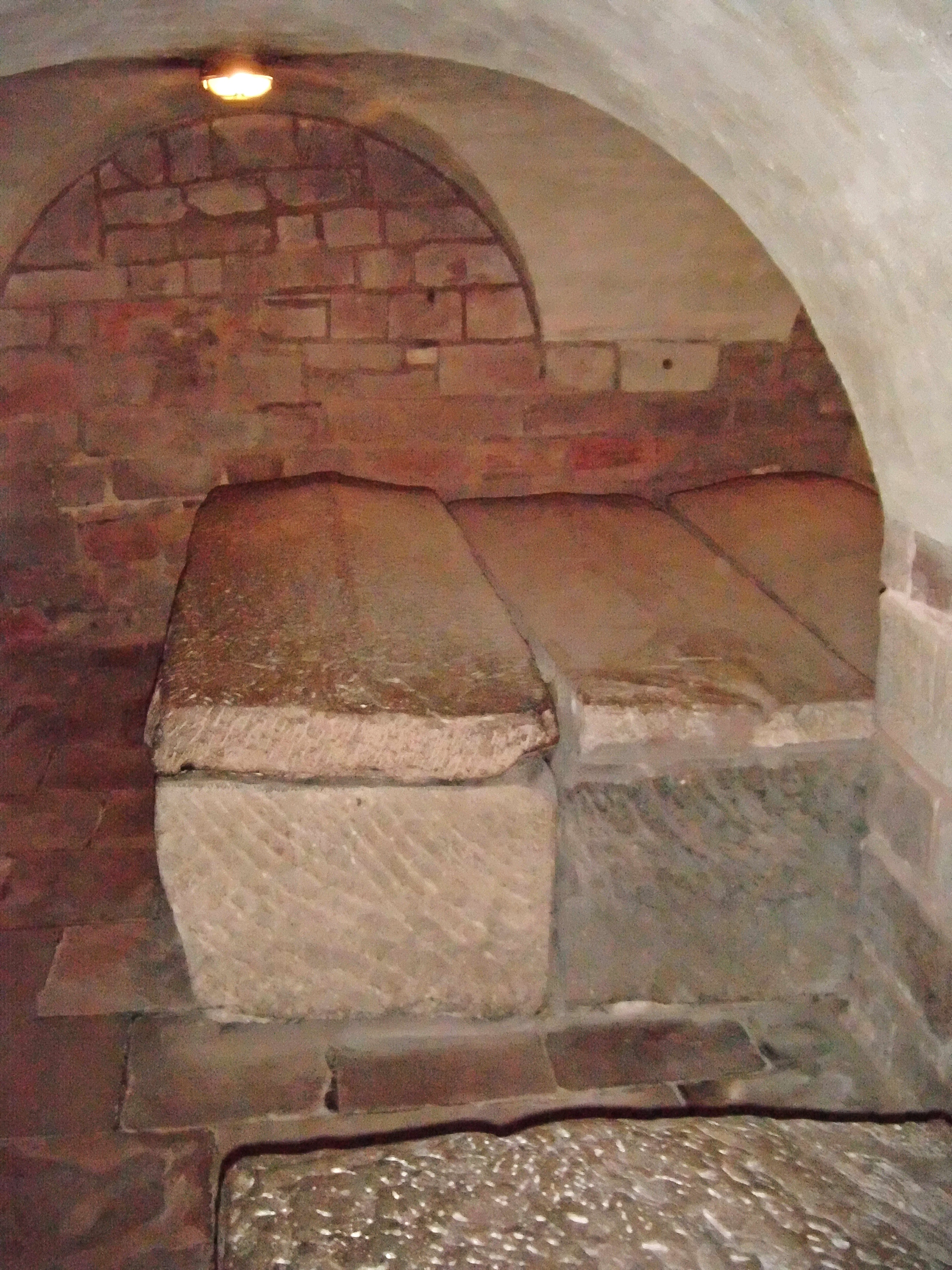
Sarcofagul lui Conrad

Conrad cel Roșu sau cel Roșcat (n. c. 922 – d. 10 august 955), membru al dinastiei Salice, a fost duce de Lorena între 944 și 953.
Conrad a fost fiul lui Werner al V-lea, conte de Nahegau, Speyergau și Wormsgau. Mama sa, Cunigunda, era o fiică a regelui Conrad I al Germaniei. În 941 el a succedat tatălui său în comitatele acestuia și a obținut un teritoriu suplimentar, Niddagau. În 944 sau 945 el a fost învestit cu stăpânirea asupra Lorenei (în germană Lotharingia) de regele romano-german Otto I supranumit cel Mare.
În 947 Conrad s-a căsătorit cu Liutgarda, fiica lui Otto cel Mare și al soției sale Edith. Împreună cu aceasta a avut un fiu, Otto de Worms, devenit ulterior duce de Suabia și de Carintia.
În 953 Conrad s-a alăturat cumnatului său, Liudolf de Suabia, în rebeliunea avestuia împotriva lui Otto cel Mare, care s-a plâns amarnic de ingratitudinea lui Conrad. Rebeliunea a fost zdrobită, iar Conrad a fost deposedat de stăpânirea asupra Lorenei, care a fost dată fratelui lui Otto, arhiepiscopul Bruno de Köln. În cele din urmă, Conrad și Otto s-au reconciliat.
În 954 Conrad a participat la o campanie reușită împotriva slavilor ukrani din Uckerland. În 955 Conrad a murit în bătălia de la Lechfeld luptând alături de Otto cel Mare împotriva maghiarilor.
Trupul lui Conrad a fost purtat la Worms, fiind înmormântat în catedrala de acolo de către fiul său, Otto. Conrad a fost străbunicul viitorului împărat Conrad al II-lea.